# Tojohanitra Andriamanjatoarimanana
Tojohanitra Tokin'aina Andriamanjatoarimanana  (sinh ngày 30 tháng 10 năm 1990 tại Madagascar)  là một vận động viên bơi lội Olympic từ Madagascar. Cô bơi cho Madagascar tại Thế vận hội 2004  và Thế vận hội 2008.
Do độ dài của tên cô, nó đã bị cắt ngắn hoặc đánh vần khác nhau tại các sự kiện khác nhau. Ví dụ:
- tại Giải vô địch thế giới năm 2007, tên của cô xuất hiện dưới tên "T. Andriamanjatoprimamama" trong các tờ nhiệt (tên đầy đủ của cô xuất hiện trong danh sách vận động viên cho sự kiện này). Lưu ý sự khác biệt về chính tả trong tên cuối cùng ("m" cho "n" s ở cuối; "p" cho "a" sau "jato").
- sportsreference.com đã liệt kê cô ấy dưới cả "Tojohanitra Andriamanja" [4] và "Aina Andriamanjatoarimanana";[3] trước đây phù hợp với mục nhập của cô trong Thế vận hội 2008, sau đó là Thế vận hội 2004.

Cô cũng đã bơi cho Madagascar tại Giải vô địch thế giới 2003 và Đại hội Thể thao Ấn Độ Dương năm 2007.